# Кузиха (Хохольский район)
Кузиха — поселок в Хохольском районе Воронежской области России.
Входит в состав Хохольского городского поселения.

## География
В посёлке имеется одна улица — 8 Марта.
Выход на остановочный пункт 205 километр.

## Население
| 2010 |
| ---- |
| 28   |